# Assemblea
Una assemblea és un òrgan polític que funciona mitjançant un aplec de gent reunida amb l'objectiu de deliberar i prendre decisions. A vegades assumeix totalment o parcialment el poder legislatiu i, a vegades, tots els poders possibles. Una assemblea es forma per moltes persones que pertanyen a l'organització, estan relacionats o tenen permís explícit de l'esmentada per participar-hi.
Moltes organitzacions democràtiques tenen una assemblea com a òrgan màxim de decisió, com és el cas de les organitzacions socials, sindicals, professionals i els Estats governats per certs tipus de règims. Exemples d'assemblees són els parlaments i els congressos de diputats.
Als Països Catalans, Esquerra Republicana és històricament un partit polític assembleari, al qual les decisions preses en assemblea, a les quals poden assistir tots els militants, estan per sobre dels interessos particulars que puguin tenir els seus dirigents. També s'organitzen en assemblees els anarquistes, moltes escales de veïns i els participants indignats del moviment 15 de maig, per exemple.
En l'ideari anarquista i socialista, s'anomenen assemblees a les reunions on tots els afectats per un determinat assumpte o membres d'una mateixa organització poden donar la seva opinió o decidir sobre un tema directament i sense representants (democràcia directa). En aquest tipus d'assemblees se sol preferir la decisió per consens per dur a terme acords mínims acceptables per tots els implicats i reservar-se les votacions pels casos en els quals no hi ha acord possible. El fet de no acceptar representants que decideixin per la resta no implica forçosament que no es puguin escollir portaveus que exposin les decisions de l'assemblea a tercers.
- Aplec de persones reunides fonamentalment per a deliberar i eventualment per a prendre acords.
- (dret) Reunió, sovint anomenada també junta, de tots els components d'una societat, d'una corporació i, en general, de qualsevol persona jurídica, que constitueix llur màxim òrgan deliberant.
- (ciències polítiques) Congrés d'un partit polític.

## Orígens
Les assemblees polítiques es remunten a l'origen de la història (Sumer, Antic Egipte), i fins i tot consta per l'antropologia la seva existència en societats prehistòriques o cultures primitives.
La Ilíada reflecteix la presa de decisions dels aqueus en assemblea; i en la polis arcaica es produïen reunions públiques a l'àgora, creant-se diferents institucions (a la democràcia atenesa, l'Ekklesia era l'assemblea principal) que coexistien amb diferents tipus de consells (Boulé, institució col·legiada de composició molt més restringida que la de l'assemblea) i amb els magistrats (arconts, càrrecs unipersonals), formant un sistema de govern tripartit.
Les diferents formes de les assemblees romanes (comitia, contio, concilium) eren una de les bases del govern de l'antiga Roma.
L'organització que es van dotar els primers cristians tenia la seva base en "esglésies", assemblees locals (que celebraven en comú l'eucaristia o comunió) que van prendre el nom grec de ekklesia (assemblea); aplicat igualment al conjunt de tots els cristians (església universal o cristiandat), així com a els edificis usats com a temple cristià i, menys pròpiament, a la jerarquia eclesiàstica. Per a les reunions eclesiàstiques, segons el seu rang, s'utilitzen les denominacions sínode o concili, i més recentment (en l'estructura actual de l'església catòlica) el de conferència episcopal.
Entre els pobles germànics era habitual la institució del thing, l'assemblea de guerrers lliures. La d'existència més prolongada és l'Alþingi islandès. Entre els anglosaxons es denominaven Witenagemot. De la mateixa manera, tenien assemblees els helvecis i altres pobles.
A l'edat mitjana van tenir un gran pes les institucions municipals els (consells), una de les formes era el consell obert, amb participació de tots els veïns, que en algunes petites poblacions sobreviu fins a l'actualitat. En zones muntanyoses d'Europa Central una institució semblant era el Landsgemeinde (assemblea territorial o cantonal), que segueix utilitzant-se en alguns cantons de Suïssa.
A l'edat mitjana i l'Antic Règim es van desenvolupar, amb molt diferent composició i funcions, les institucions representatives dels estaments (Estats Generals a França, Corts Catalanes, Parlament d'Anglaterra, Dieta Imperial), que posteriorment van evolucionar cap al parlamentarisme de l'edat contemporània, convertint-se en assemblees o cambres legislatives.

## Moviment assembleari
Algunes tendències del moviment obrer desenvolupen assemblees de treballadors com a forma d'organització horitzontal per emprendre una acció col·lectiva: els falansteri es i altres modalitats de l'anomenat socialisme utòpic, les comunes socialistes o anarquistes i les experiències revolucionàries de 1871 (la Commune de París), de 1917 (els soviet de la revolució russa), de 1936 (l'anomenada "revolució social espanyola").